# Évagoras
 (janvier 2019).
Si vous disposez d'ouvrages ou d'articles de référence ou si vous connaissez des sites web de qualité traitant du thème abordé ici, merci de compléter l'article en donnant les références utiles à sa vérifiabilité et en les liant à la section « Notes et références ».
Évagoras Ier (ou Euagoras) était le roi de Salamine de Chypre (410 av. J.-C. - 374 av. J.-C.), une hellénique et florissante ville commerciale de la côte est de Chypre.

## Origine
Évagoras Ier est le fils de Nicoclès, roi précédent de Salamine, il se réclamait descendant divin de Teucros, demi-frère de Ajax fils de Télamon, sa famille régnant depuis longtemps sur Salamine, bien que durant son enfance Salamine soit tombée sous la domination phénicienne (ces derniers se partageant Chypre avec les Hellènes) ce qui provoqua son exil.

## Règne
Tandis qu'en Cilicie, il recueillait l'appui de 50 partisans, il s'en est retourné secrètement en 410, pour retrouver son trône. Attendant une réponse de l'empereur perse pour s'acquitter du droit de garder son trône, il testait l'amitié des Athéniens, il a d'ailleurs recueilli Conon après sa défaite à Aigos Potamos. Pendant un certain temps, il a également maintenu des relations amicales avec la Perse, ce qui garantissait l'aide de Artaxerxès II envers Athènes et contre Sparte. Il prit part à la bataille de Cnide de 394 av. J.-C., dans laquelle la flotte spartiate fut défaite, et pour ce service rendu, il eut l'honneur de voir les Athéniens ériger sa statue à côté de celle de Conon au Céramique. Mais l'énergie et l'entreprise d'Évagoras suscitèrent bientôt la jalousie du Grand Roi, et leurs relations devinrent tendues. En 391, ils étaient pratiquement en guerre. Sollicité et aidé par les Athéniens et le pharaon Hakor (Achoris), Évagoras étendit son pouvoir au-delà de Chypre : Il prit plusieurs villes en Phénicie, et persuada les Ciliciens de se révolter. Il est à l'origine d'une réforme imposant l'alphabet grec comme seule écriture officielle. Avant, celle-ci coexistait avec le syllabaire chypriote, une écriture syllabique dont les origines remontent à l'arrivée des premiers colons grecs sur l'île, au milieu du XIe siècle av. J.-C.
Selon Isocrate, orateur athénien, dans son discours épidictique Évagoras, Évagoras Ier était un roi modèle, ayant pour buts de favoriser le bonheur de ses sujets et le pouvoir de sa cité et cela par la culture et l'amélioration de la civilisation hellénique.
Il est assassiné en -374 par un eunuque avec son fils aîné Pnytagoras. Son second fils Nicoclès lui succéda.